# William Morton (cyclisme)
Pour les articles homonymes, voir William Morton et Morton.
William Morton (né le 20 juin 1880 à Hunslet et décédé le 21 mars 1952 à Toronto) est un coureur cycliste canadien du début du XXe siècle. 

## Biographie
En 1908, il remporte une médaille de bronze aux Jeux olympiques de Londres, lors de la poursuite par équipe avec William Anderson , Walter Andrews et Frederick McCarthy. Il participe également aux épreuves du 5 kilomètres, du 660 yards, du 100 kilomètres, du tandem avec Frederick McCarthy et de la vitesse individuelle mais est éliminé au 1er tour à chaque fois.

## Palmarès

### Jeux olympiques
- Londres 1908
  -  Médaillé de bronze de la poursuite par équipe (avec William Anderson , Walter Andrews et Frederick McCarthy)